# ウィズダムアカデミー
ウィズダムアカデミー(WISDOM ACADEMY Inc.)とは東京都豊島区目白2-20-5に本社を置く民間学童保育事業を中心とした教育関連企業である。

## 事業内容
学童保育のほか、インターナショナルスクール事業、企業主導型保育園事業、人材紹介事業、システム販売事業、不動産活用事業、コンサルティング事業等を行っている。

## 沿革
- 2010年：開校。
- 2012年：アフターキンダガーテンを開校
- 2013年：ティップネス・キッズ アフタースクール宮崎台開校
- 2018年：有料老人ホーム併設校として王子校開校
- 2019年：官民共同事業として国分寺校開校
- 2022年：リモートワーク向けオフィス併設校として有明豊洲校校・クロスワーク有明開校
- 2023年：一般社団法人民間学童保育協会に参画[2]